# Microsoft Photos
Microsoft Photos  là một trình xem ảnh, trình chỉnh sửa video clip, trình quản lý ảnh, trình chỉnh sửa đồ họa raster và ứng dụng chia sẻ ảnh được đi kèm với hệ điều hành Windows 8 và Windows 10 với chức năng thay thế cho Windows Photo Viewer. Nó được đưa vào đầu tiên trong Windows 8. Photos được tích hợp Microsoft Sway và có thể sử dụng các bức ảnh đã được chọn để tạo một dự án trên Sway. Photos cũng có thể tải ảnh lên và chia sẻ trên OneDrive, Facebook, Twitter, Instagram và GroupMe.

## Quản lý ảnh
Giao diện quản lý của Photos chỉ cho phép mở một cửa sổ duy nhất.
Photos cho phép sắp xếp các bộ sưu tập ảnh kỹ thuật số trong màn hình thư viện của ứng dụng bằng cách chọn các ảnh và sắp xếp các ảnh theo album. Chế độ xem mặc định là Collection, sắp xếp các ảnh theo ngày. Người dùng cũng có thể xem các mục theo Album hoặc Thư mục. Chế độ xem theo album sẽ hiển thị cả các album do người dùng tạo và do phần mềm tự động tạo. Chế độ xem theo thư mục hiển thị các tập tin dựa trên vị trí trong File Explorer. Người dùng có thể chọn thư mục để hiển thị.
Người dùng có thể chọn thư mục hiển thị và tập tin nào được đặt vào trong các album. Họ cũng có thể thấy tổng dung lượng đã dùng trên OneDrive trong mục Cài đặt.

## Chỉnh sửa ảnh
Photos cung cấp các chức năng cơ bản của một trình chỉnh sửa đồ họa raster, ví dụ như:
- Sửa độ nhạy sáng hoặc màu sắc
- Sửa kích thước
- Cắt ảnh
- Giảm mắt đỏ
- Xóa vết trên mặt
- Giảm noise

Người dùng có thể chỉnh sửa bằng một thanh bên tương tự như trong Google Photos, cho phép chỉnh sửa bóng, độ nét, phần nổi bật và bộ lọc cho ảnh. Hơn nữa, Photos cũng cho phép người dùng cắt xén, làm chậm và lưu ảnh từ các video.
Các công nghệ chỉnh sửa ảnh được phát triển bởi Microsoft Research, bao gồm Ghép ảnh toàn cảnh, Photo Fuse, và AutoCollage hiện không có trong Photos, cũng như khả năng chỉnh kích thước nhiều ảnh cùng lúc.
Không giống Photo Gallery có chức năng tự động lưu các thay đổi, Photos sẽ chỉ lưu ảnh khi người dùng nhấn nút Save hoặc Save As. Ngoài ra, Photos còn cho phép người dùng so sánh tập tin gốc với tập tin đã thay đổi nhưng chưa cần lưu, và cho phép lưu ảnh với tên và vị trí khác với ảnh ban đầu.

## Story Remix

Màn hình chính của Story Remix

Story Remix là một phần mềm chỉnh sửa video 3D được đưa vào ứng dụng Photos. Nó được dự định thay thế cho Windows Movie Maker. Tính năng này được thêm vào trong bản cập nhật Windows 10 Fall Creators Update. Story Remix sử dụng trí tuệ nhân tạo và 'học sâu để sắp xếp và biến những bức ảnh và video của bạn thành những câu chuyện'. Story Remix cho phép người dùng tạo các video từ các bức ảnh và bài hát trong ứng dụng Photos, hoặc nhập từ nơi khác. Nó cũng chứa các tính năng như thêm hiệu ứng chuyển tiếp, hiệu ứng 3D, nhạc nền, hình họa 3D vào video.

## Nhập ảnh và video
Công cụ nhập ảnh/video của Photos cho phép xem và chọn các bức ảnh được tự động nhóm lại theo ngày chụp và chọn vị trí lưu cho các tập tin.
Photos có thể hiển thị từng bức ảnh, hiển thị tất cả ảnh trong một thư mục dưới dạng slide show, xoay ảnh theo góc 90°, in ảnh trực tiếp hoặc qua một dịch vụ in trực tuyến, gửi ảnh qua thư điện tử hoặc lưu chúng vào một thư mục hoặc đĩa. Windows Photo Viewer hỗ trợ ảnh ở các định dạng BMP, JPEG, JPEG XR (trước kia là HD Photo), PNG, ICO, GIF, RAW, PANO, và TIFF.

## Vấn đề
Giao diện người dùng có các nút để xoay ảnh theo chiều thuận và ngược kim đồng hồ (với các phím tắt lần lượt là Ctrl++ và Ctrl+-). Nhấn vào các nút này sẽ ghi đè lên tập tin ảnh (làm thay đổi dữ liệu ngày và Exif của tập tin) mà không có cảnh báo hay tùy chọn "hoàn tác" hành động ấy.
Trong giao diện xem ảnh, các nút chuyển qua lại giữa các ảnh bên trái hoặc phải sẽ tự động ẩn nếu con chuột không chuyển động trong ứng dụng trong một thời gian nhất định. Di chuyển chuột lại vào ứng dụng sẽ làm chúng xuất hiện trở lại.
Photos đã bị chỉ trích vì thiếu một số tính năng mà các trình chỉnh sửa ảnh phổ biến khác đã có, nhưng nó cũng đã nhận được một vài bản cập nhật để bổ sung thêm tính năng và cải thiện tính ổn định.